# Воша собача
Воша собача (Linognathus setosus) — вид вошей з родини безоких вошей (Linognathidae). Паразитує на хижих ссавцях з родини псових. Виявлений на домашньому собаці (Canis familiaris), койоті (Canis laterans), сірому вовку (Canis lupus), чепрачному шакалі (Canis mesomelas), песці (Vulpes lagopus), піщаній лисиці (Vulpes rueppelli), рудій лисиці (Vulpes vulpes).

## Поширення
Космополітичний вид — разом з свійськими собаками поширився по всьому світі.

## Характеристика
Тіло завдовжки 1,5-2 мм. Комахи сильно сплощені дорсовентрально. Самиця відкладає яйця, які називаються гнидами, які прикріплюються до основи волоса спеціальним «цементом». Індивідуальний розвиток триває близько 14 днів після вилуплення з яйця. Паразитує на волосистій шкірі, переважно на черевній стінці, голові, шиї та біля основи хвоста. Якщо зараження сильне, воно може поширюватися на все тіло.